# Экскершен-Инлет (гидроаэропорт)
Гидроаэропорт Экскершен-Инлет (англ. Excursion Inlet Seaplane Base), (ИАТА: EXI, FAA LID: EXI) — гражданский гидроаэропорт, расположенный в населённом пункте Экскершен-Инлет (Аляска), США.

## Авиакомпании и пункты назначения
Деятельность аэропорта субсидируется за счёт средств Федеральной программы США Essential Air Service (EAS) по обеспечению воздушного сообщения между небольшими населёнными пунктами страны.